# Jana Jegorian
Jana Karapietowna Jegorian (ros. Яна Карапетовна Егорян, arm. Յանա Եգորյան,  ur. 20 grudnia 1993 w Erywaniu) – rosyjska szablistka pochodzenia ormiańskiego, dwukrotna złota medalistka olimpijska i wielokrotna medalistka mistrzostw świata.
Walczy lewą ręką, treningi rozpoczęła w wieku jedenastu lat w Moskwie. 
W 2011 roku zdobyła srebro indywidualnie i brąz drużynowo na mistrzostwach świata juniorów w Jordanii. Na rozgrywanych rok później mistrzostwach świata juniorów w Moskwie była najlepsza indywidualnie i trzecia drużynowo.
Podczas igrzysk olimpijskich w Rio de Janeiro w 2016 roku zwyciężyła w rywalizacji indywidualnej, pokonując w finale inną Rosjankę, Sofją Wieliką 15:14. Na tej samej imprezie wspólnie z Sofją Wieliką, Juliją Gawriłową i Jekatieriną Djaczenko zwyciężyła także w zawodach drużynowych.
Na mistrzostwach świata w Budapeszcie (2013) zdobyła drużynowo srebrny medal. W tej samej konkurencji zdobywała następnie złoto podczas mistrzostw świata w Moskwie (2015), srebro podczas mistrzostw świata w Wuxi (2018) oraz kolejne złoto podczas mistrzostw świata w Budapeszcie (2019). Wywalczyła również brązowe medale indywidualnie na mistrzostwach świata w Kazaniu (2014) i mistrzostwach świata w Wuxi (2018).
Wielokrotnie zdobywała drużynowo medale mistrzostw Europy, w tym złote na mistrzostwach Europy w Zagrzebiu (2013), mistrzostwach Europy w Strasburgu (2014), mistrzostwach Europy w Montreux (2015), mistrzostwach Europy w Toruniu (2016), mistrzostwach Europy w Nowym Sadzie (2018) oraz mistrzostwach Europy w Düsseldorfie (2019).